# Touët-de-l’Escarène
Touët-de-l’Escarène település Franciaországban, Alpes-Maritimes megyében. Lakosainak száma 303 fő (2022. január 1.). Touët-de-l’Escarène L’Escarène, Lucéram és Peille községekkel határos.

## Népesség
A település népessége az elmúlt években az alábbi módon változott:
| Lakosok száma | 173  | 173  | 212  | 282  | 305  | 289  | 282  | 299  | 308  | 303  |
|               | 1968 | 1982 | 1990 | 2006 | 2013 | 2015 | 2017 | 2019 | 2020 | 2022 |